# Larrabee (Iowa)
Pour les articles homonymes, voir Larrabee (homonymie).
Larrabee est une ville du comté de Cherokee, en Iowa, aux États-Unis. Elle est incorporée le 25 juillet 1896. La ville porte le nom du 13e gouverneur de l'Iowa, William Larrabee (en).